# Pezomantis henryi
Pezomantis henryi är en bönsyrseart som beskrevs av Boris Petrovich Uvarov 1927. Pezomantis henryi ingår i släktet Pezomantis och familjen Iridopterygidae. Inga underarter finns listade i Catalogue of Life.